# Banús

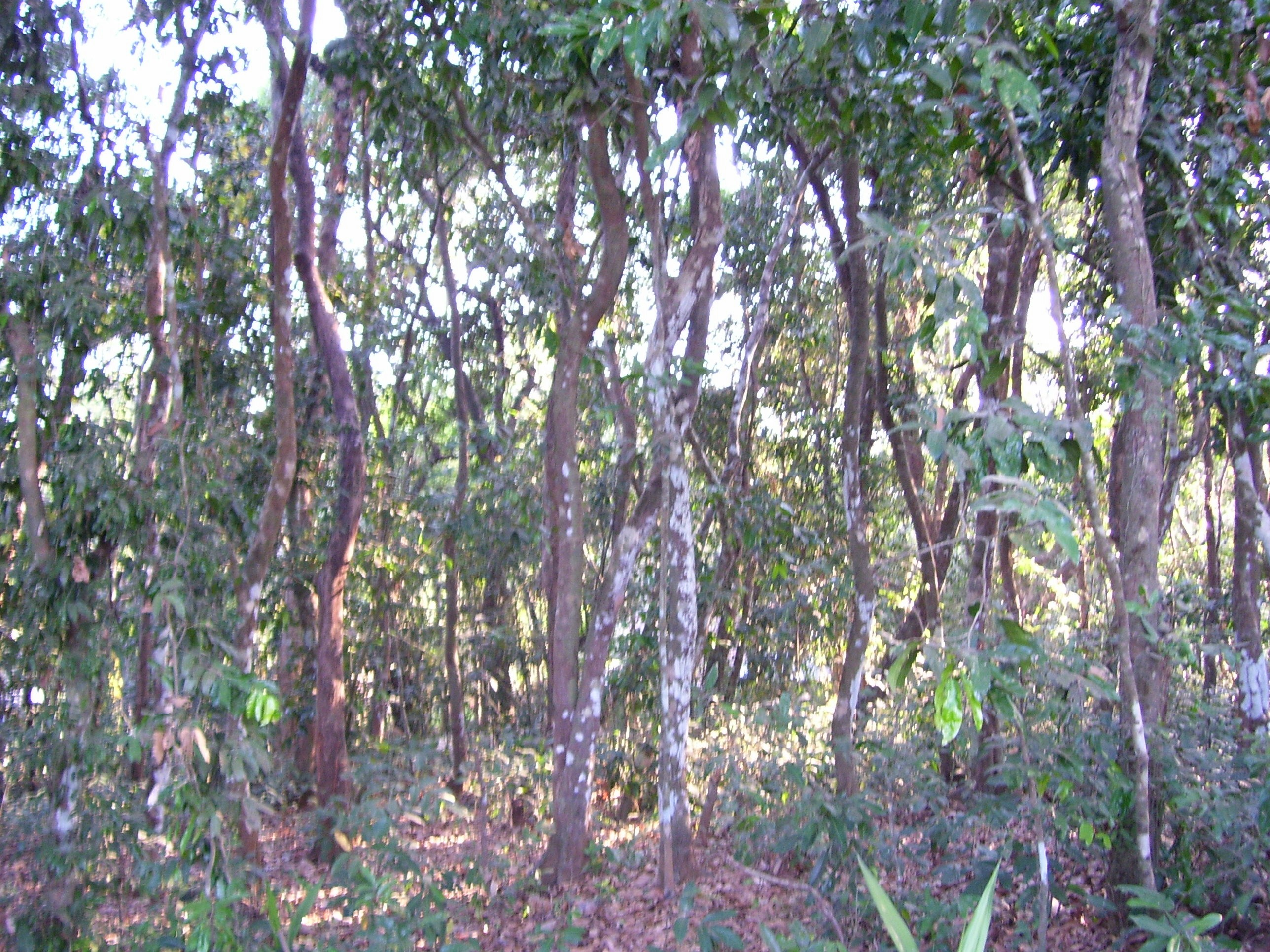
Un bosc de banussos

Banús o eben és el nom que es dona al duramen de la fusta de diverses espècies d'arbres de la família Ebenaceae pertanyents al gènere Diospyros. Aquests arbres es troben a les regions tropicals del Vell Món i són coneguts des de temps molt antics i apreciats pel color negre o virolat de la seva fusta.
El banús és un arbre que pot arribar a créixer entre 10 i 12 metres d'alçada.
Arbres considerats productors de fusta de banús:
- Espècies:
  - Diospyros celebica[2]
  - Diospyros crassiflora[3]
  - Diospyros ebenum[4]
  - Diospyros melanoxylon[5]
  - Diospyros mun[6]
  - Diospyros perrieri[7]

L'arbre fruiter conreat als Països Catalans conegut com a caqui (Diospyros kaki) és del mateix gènere que els banussos, però no se l'en considera, car la seva fusta no té les característiques desitjades.
Les característiques principals del banús són el seu color negre i la seva densitat elevada. No són característiques sistemàtiques, ja que aquestes són producte d'una malaltia del cor o duramen de l'arbre. És per això que es troben banussos amb el cor de la fusta més o menys dur.
La paraula catalana banús, registrada des del segle xiv, deriva de l'àrab abanús. En llatí s'anomena ebenus, i deriva del grec ebenos (mot d'origen egipci hbnj), que designa aquesta fusta. A l'època de l'Egipte faraònic, es feia servir per a petits objectes com a matèria primera preciosa.
La paraula ebenisteria deriva del nom que rep en llatí.

## Distribució
És originari de l'Índia i de Sri Lanka.
Hi ha dos tipus d'espècies, l'asiàtica i l'africana, anomenada mping a l'Àfrica oriental, i zebrawood a Àfrica del Sud.
Aquesta fusta té una densitat aproximada d'1,5 t/m³, en ser talat l'arbre. Posteriorment, quan s'asseca, es redueix a 1,35 t/m³, més de tres vegades la densitat del pi i més de dues vegades la del teca (Tectona grandis). És una de les fustes més dures i més pesades del món (no flota a l'aigua).

## Descripció
El banús té un color cafè fosc amb vetes negres, les quals són predominants i el seu aspecte és gairebé negre. Es troba en prop de 20 països d'Àfrica, dins del triangle comprès entre el Sudan, Angola i el cap Oriental a l'Àfrica del Sud. En la majoria dels llocs creix com un arbust. Només creix com a arbre en certes parts de Moçambic, Tanzània, Zàmbia, i la República Democràtica del Congo. Els grans troncs poden arribar a un diàmetre de 6 dm, i només un tronc curt pot arribar a pesar entre 800-1.000 kg. Troncs d'aquesta mida són escassos, ja que es necessiten més de 200 anys per a aconseguir aquestes dimensions.
La seva valuosa fusta també s'utilitza per a la fabricació de mobles d'alta qualitat.

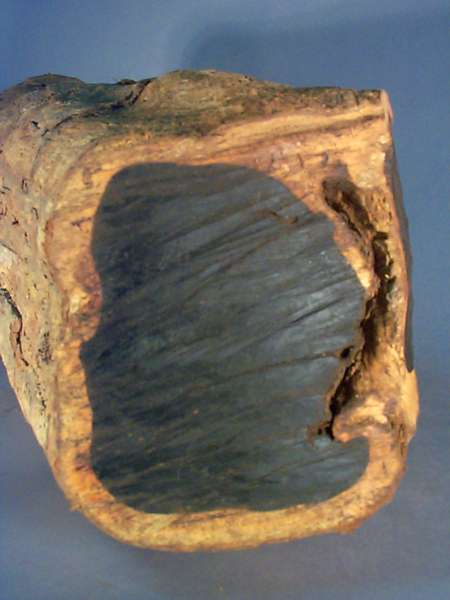
Secció d'un tronc de banús
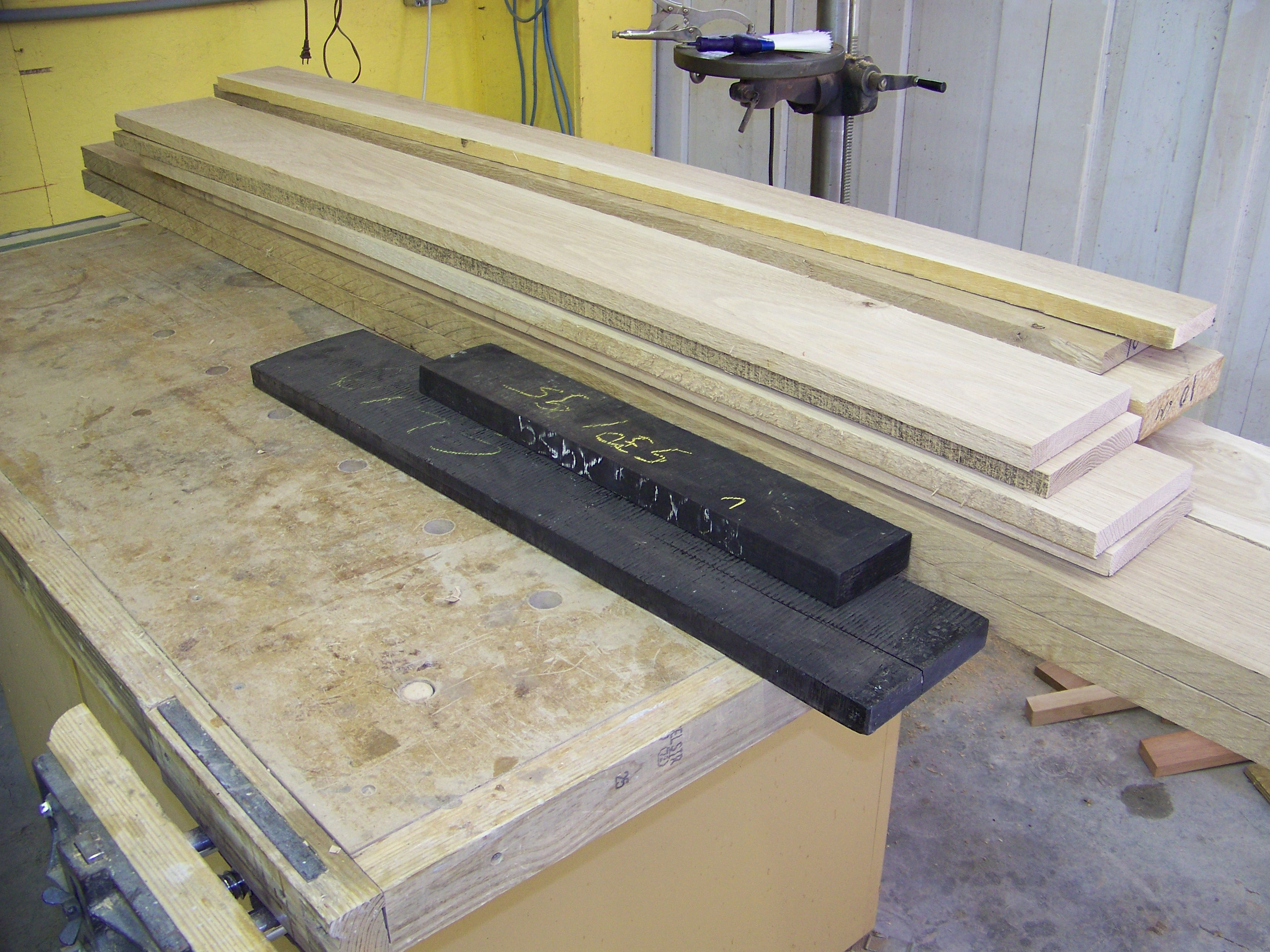
Peces de banús del Gabon (en primer pla) i de "White Oak"
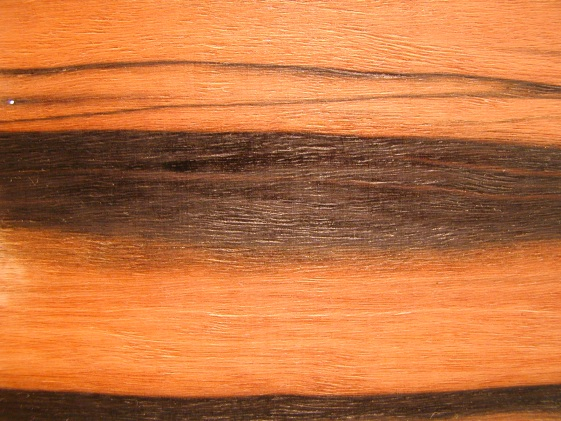
Banús de Makassar
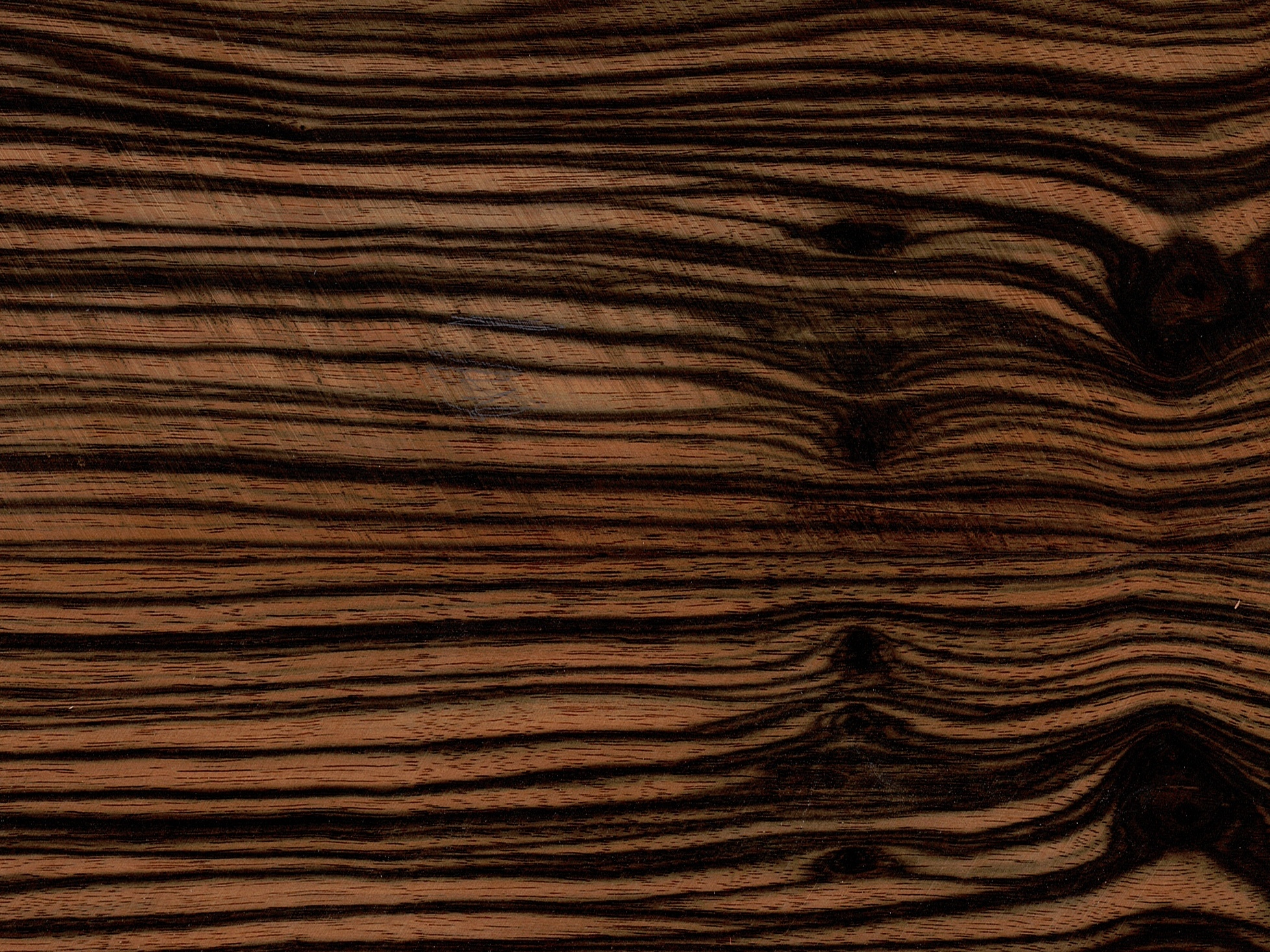
Banús de Makassar
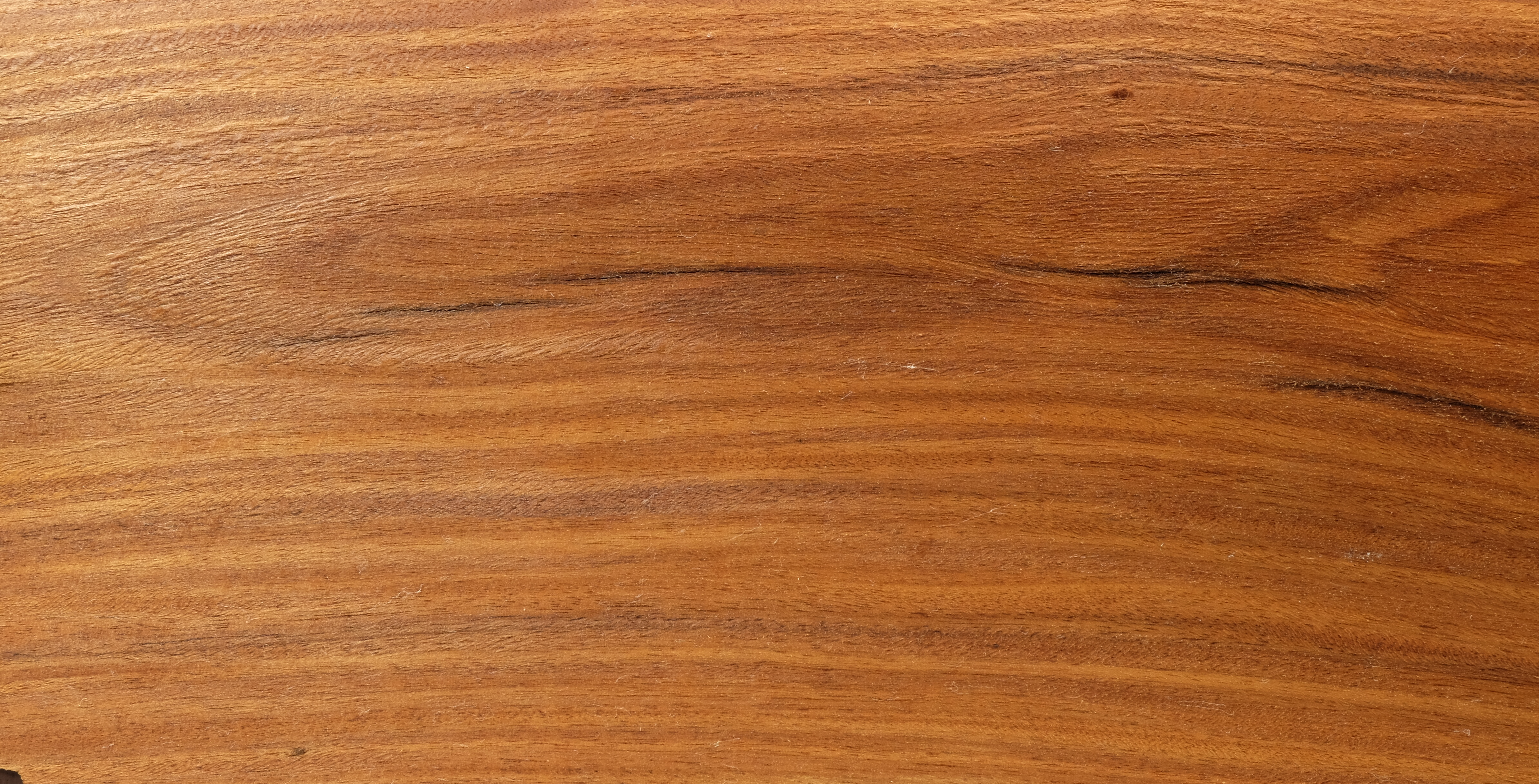
Palissandre de Rio, Dalbergia nigra

## Ecologia
Hàbitat
Muntanyes càlides i pedregoses.
Alçada de 25 a 30 m, amb un tronc de 7 a 10 m i un diàmetre de menys d'un metre.
Només els peus femelles (arbre dioic) s'utilitzen per a obtenir un bon banús amb el color negre estable i amb poques venes blanquinoses.

## Fusta
- Fusta preciosa molt negra o amb venes. Gra molt fi, fusta molt pesada (densitat d'1 a 1,10). Els cristalls d'àcid oxàlic que conté li donen un aspecte brillant quan s'il·lumina. El banús té una gran durabilitat, no l'ataquen els insectes, és poc higroscòpic i d'una gran rigidesa. Permet un bon poliment.
- Botànica, algunes espècies : 
  - Banús dels indis, Diospyros ebenum (Índia, Sri Lanka). Espècie protegida que no s'exporta, amb l'excepció de peces menudes per a instruments musicals.
  - Banús de Madagascar Diospyros perrieri (Madagascar, Maurici). És la varietat més usada en mobles francesos dels segles xvii i xviii.
  - Banús del Gabon Diospyros crassiflora (Gabon, Camerun). És la varietat menys negra; de vegades amb venes blanques.

## Utilització

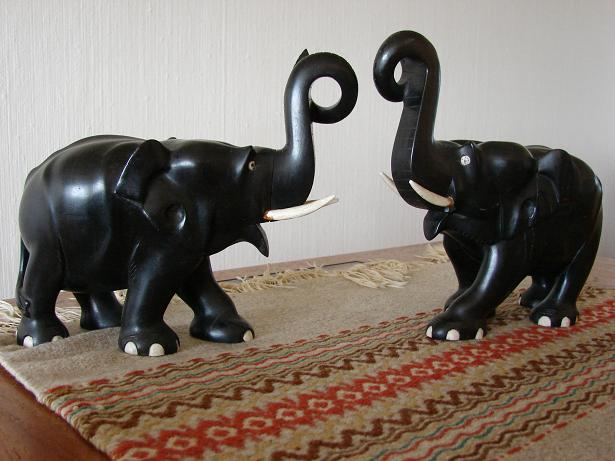
Elefants fets amb banús a Sri Lanka (Diospyros ebenum)

- Treballada en ebenisteria, escultura, construcció d'instruments, marqueteria i en jocs d'escacs, dames... sota la forma de fusta massissa, en fulls o plaques. Se'n fan instruments de fusta com el clarinet, l'oboè, instruments de corda, tecles de piano i algunes baquetes de percussió.

La utilització tradicional del banús va disminuir amb la comercialització de la caoba a partir del segle xvii.